# Zamek w Czynadijowie
Zamek w Czynadijowie – zbudowany w XIV wieku przez barona Pereni w Czynadijowie.

## Historia
Średniowieczny zamek posiada dwie narożne wieże i ściany grube na metr. Kamienną twierdzę odwiedzili: księżniczka Ilona-Helena Zrinska, jej syn Franciszek II Rakoczy, hrabia Schönborn. W 1657 roku zamek znacznie uszkodziły wojska polskiego hrabiego Jerzego Lubomirskiego. Wkrótce zamek został odbudowany przez Lotara Franciszka von Schönborn, ale fortyfikacje zaczął tracić swoje znaczenie. 27 czerwca 1703 lider buntowników Franciszek II Rakoczy zatrzymał się w nim na odpoczynek i aby przegrupować wojska po klęsce w bitwie pod Mukaczewem. Przed jego imigracji do Polski książę odwiedził zamek kilka razy. W 1726 roku cesarz Karol VI Habsburg ofiarowuje duży obszar terenu (dominium) hrabiemu Friedrichowi Schönbornowi, w tym zamek, który w 1734 r. znacznie przebudowany otrzymuje obronny i pałacowy rys. Najważniejsza przebudowa zamku miała miejsce w 1734 i 1839 r., ostatnia prowadzona przez architekta Ignacego Hermanna. W czasie II wojny światowej Niemcy urządzili w zamku więzienie. Od 1944 r. w czasach sowieckich, obiekt był siedzibą rady wsi, siedzibą lokalnej gospodarki leśnej, jednostek wojskowych i zajezdni magazynowej znajdującej się w pobliżu. W 2001 r. zamek został oddany w dzierżawę artyście malarzowi Józefowi Bartoszowi, który z żoną Tatianą i współpracownikami faktycznie uratował go od zniszczenia. Obecnie odrestaurowano wnętrze pierwszego piętra budynku. W zamku odbywają się często międzynarodowe i lokalne wydarzenia artystyczne.

## Przypisy

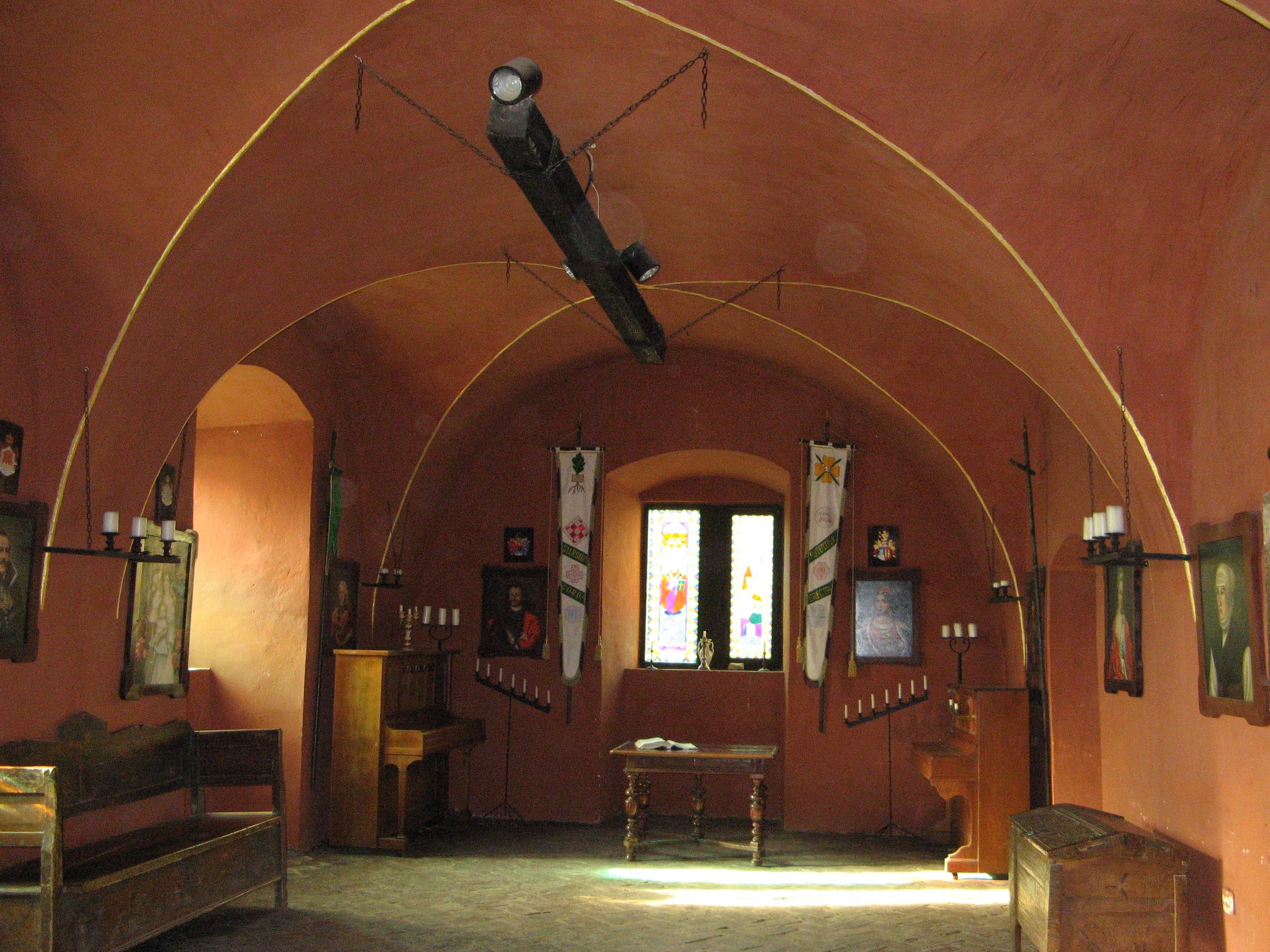
Odrestaurowane wnętrza na I piętrze